# Beth Israel Synagogue (San Francisco)

Beth Israel Synagogue (San Francisco)

Temple Beth-Israel, San Francisco, Ruine

Beth Israel Synagogue, 1906

Die Beth Israel Synagogue in San Francisco war die Synagoge der Kongregation Beth Israel. 

## Geschichte der Synagoge
Beth Israel wurde 1860 als Glaubensgemeinschaft orthodoxer Richtung gegründet. 1879 erbaute die Gemeinde ihr erstes Gebäude an der Turk Street; 1905 folgte die Beth Israel Synagogue mit der Adresse 1839 Geary Boulevard als fünfte Synagoge der Gemeinschaft. Der Geary Street Temple of Congregation Beth Israel fasste 1500 Besucher. 
1906 wurde das gerade erst errichtete Gebäude durch das Erdbeben im April schwer beschädigt. Es wurde aber repariert und 1908 endgültig eingeweiht. Bis 1969 wurde es als Synagoge benutzt. Damals tat sich die Gemeinde mit einer anderen zusammen und zog an den Brotherhood Way. Sie vereinigte sich mit der Reformsynagoge zur Kongregation Beth-Israel Judea. 
Das bis in die 1950er Jahre stark jüdisch geprägte Stadtviertel Fillmore wechselte mit der Abwanderung der jüdischen Einwohner und Institutionen sein Gesicht. Während die jüdischen Einwohner nun die Vorstädte bevorzugten, wurde das Viertel, in dem sich einst zahlreiche jüdische Einrichtungen befunden hatten, von Schwarzen und Asiaten bevölkert.
In der Nähe der Synagoge, auf dem Grundstück 1959 Geary Boulevard, stand der Albert Pike Memorial Scottish Rite Temple, der später von Jim Jones und seiner Gemeinde als Peoples Temple weitergenutzt wurde, bis Jones und seine Anhänger nach Jonestown zogen. Das Bauwerk stammte aus dem 19. Jahrhundert und wurde während des Erdbebens im April 1906 ebenfalls schwer beschädigt, während das Fillmore Auditorium, das später ebenfalls zur Nachbarschaft der Synagoge gehörte, damals noch nicht stand. Bis in die 1980er Jahre sollten diese drei Gebäude später das Bild der Straße prägen.

## Spätere Nutzung
Bill Graham war eine wichtige Figur in der Musikgeschichte San Franciscos in der Hippie-Zeit. In seinem Besitz befand sich der Bau wohl kurze Zeit, doch schon 1969 verkaufte er ihn an eine Selbsthilfegruppe für Ghetto-Teenager und konzentrierte sich auf das Fillmore West. Offenbar wurde die einstige Synagoge, die eine gute Akustik hatte, aber noch weiterhin für Konzerte genutzt, nun unter dem Namen Temple Beautiful. Unter anderem traten The Clash dort auf. Später trug das Bauwerk den Namen The Duquette Pavilion und beherbergte ein Arrangement des Künstlers Anthony Duquette.
Tony Duquette war in den späten 1980er Jahren auf das damals völlig verwahrloste Bauwerk aufmerksam geworden. Er kaufte die einstige Synagoge und gestaltete sie komplett um, um darin seine Ausstellung The Canticle of the Sun of Saint Francis of Assisi zu installieren. In die beiden Türme der ehemaligen Synagoge baute er Fenster ein; das große gläserne Hauptfenster mit dem Dekalog ersetzte er durch ein Kunstwerk, das zum Teil aus Plexiglas und aus Alltagsgegenständen wie Golfbällen, Plastiktrinkbechern und ähnlichen Materialien bestand. Im Inneren des Gebäudes wurden die Lehren des Franz von Assisi dargestellt; eine Statue des Heiligen aus dem 18. Jahrhundert nahm die zentrale Stelle ein, umgeben von einer Schar künstlicher Vögel. Das Arrangement wurde durch Gefäße aus nachgeahmtem Malachit, die aus einem Gebäude in Österreich aus dem 18. Jahrhundert stammten, sowie durch Bäume mit goldenen Blättern ergänzt. Die Pfeifen der alten Orgel der Synagoge wurden zu einem sonnenartigen Gebilde oberhalb dieser Gruppe umgestaltet. Der 80 mal 80 Fuß große Raum war von einer Galerie umgeben, auf der Duquette eine Schar von riesigen Engeln und eine Madonna installierte. Die Szenerie war nur zu sehen, wenn sie von hinten beleuchtet wurde. Unter der Galerie waren weitere Kunstwerke untergebracht. Das Environment wurde mit Musik von Herb Alpert untermalt, ferner durch die Rezitation eines Bradbury-Gedichts durch Charlton Heston und durch Lichteffekte. Im Untergeschoss waren mehrere Säle und Galerieräumlichkeiten untergebracht, in denen unter anderem Gemälde von Elizabeth Beegle Duquette zu sehen waren. Die Ausstellung war sehr erfolgreich, ging aber schon kurz nach ihrer Eröffnung in Flammen auf.

## Das Ende des Gebäudes
Das Loma-Prieta-Erdbeben 1989 und die in seiner Folge ausgebrochenen Brände beschädigten das Fillmore Auditorium, den Duquette Pavilion und den einstigen Albert Pike Memorial Scottisch Rite Temple schwer. Während das Fillmore Auditorium später wiederhergestellt wurde, bedeutete der Brand das Ende für die ehemalige Synagoge und den Freimaurertempel. Auf dem Grundstück 1859 Geary street befindet sich heute ein Postgebäude.